# Ripoll
Ripoll è un comune spagnolo di 10 611 abitanti situato nella comunità autonoma della Catalogna. Nel XVI e XVII secolo vi si fabbricavano armi da fuoco di alta qualità. Ripoll è sede di alcune importanti industrie tessili.

## Arte
Nel paese è ospitato il famoso monastero benedettino di Santa Maria di Ripoll del IX secolo, celebre durante il medioevo per la sua biblioteca, fra le più fornite di Spagna e d'Europa. Il complesso richiama ogni anno un gran numero di turisti. Nel Medioevo,  per diversi secoli, da questa celebre Abbazia dipese il famoso monastero di Montserrat.